# Mamanwa

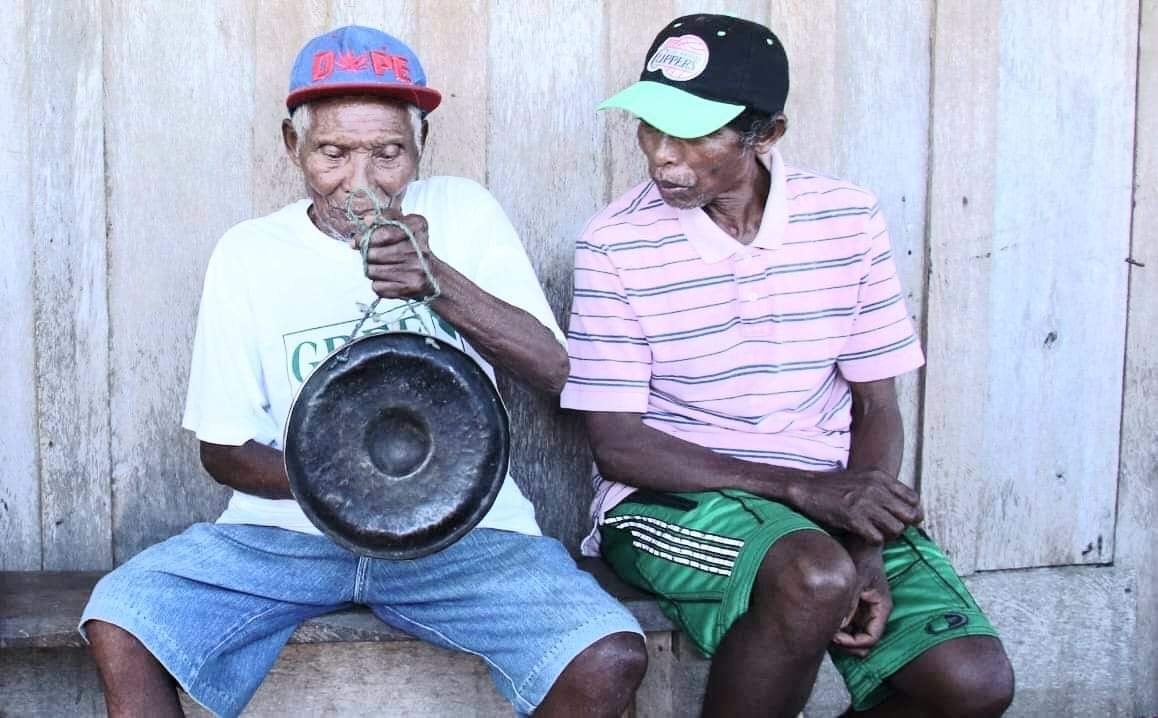
Chef de la tribu Mamanwa tenant un gong utilisé pour leurs rituels.

Les Mamanwa sont une population autochtone de l'île de Mindanao dans les Philippines. Au nombre d'un peu plus de 5 000 en 1990, ils vivent dans les provinces d'Agusan del Norte et Surigao, dans les districts de Kitcharao et Santiago.
On classe traditionnellement les Mamanwa parmi les « Négritos », au même titre que les Aeta de Luçon et les Ati. Des recherches génétiques sur un échantillon de plus de 1 000 individus choisis parmi les Mamanwa, les Aeta et 4 autres groupes de Négritos des Philippines ont montré que :
1. Les Mamanwa forment un groupe distinct des autres Négritos,
2. Il n'y a pas de relation étroite entre les Négritos et les Africains,
3. Les Négritos sont plus proches des autres populations d'Asie du Sud-Est que des Aborigènes d'Australie et des habitants de la Nouvelle-Guinée[1].

Les Mamanwa comme les autres Négritos descendent de populations installées dès la fin du Pléistocène (qui s'est terminé il y a quelque 11 000 ans, donc avant l'arrivée des Austronésiens). Toutefois, la présence chez les Mamanwa de marqueurs génétiques absents chez les Aetas suggère que ces deux groupes, bien que classés « Négritos », proviennent de migrations différentes.

## Langue
La langue mamanwa appartient au groupe « central philippin » des langues méso-philippines de la branche malayo-polynésiennes des langues austronésiennes.

## Culture
Nomades, les Mamanwa changent en permanence d'habitat. Celui-ci consiste en groupements de 3 à 20 foyers installés en cercle sur une crête ou dans une vallée. Leurs maisons n'ont en général pas de cloisons. Le groupe est fondé sur les liens de parenté. Son dirigeant est l'homme le plus âgé et le plus respecté.
Chasseur-cueilleurs, les Mamanwa ont activités traditionnelles en déclin. Ils tirent désormais une partie de leur subsistance des autres populations, pour lesquelles ils travaillent.